# Pulverturm (Andernach)

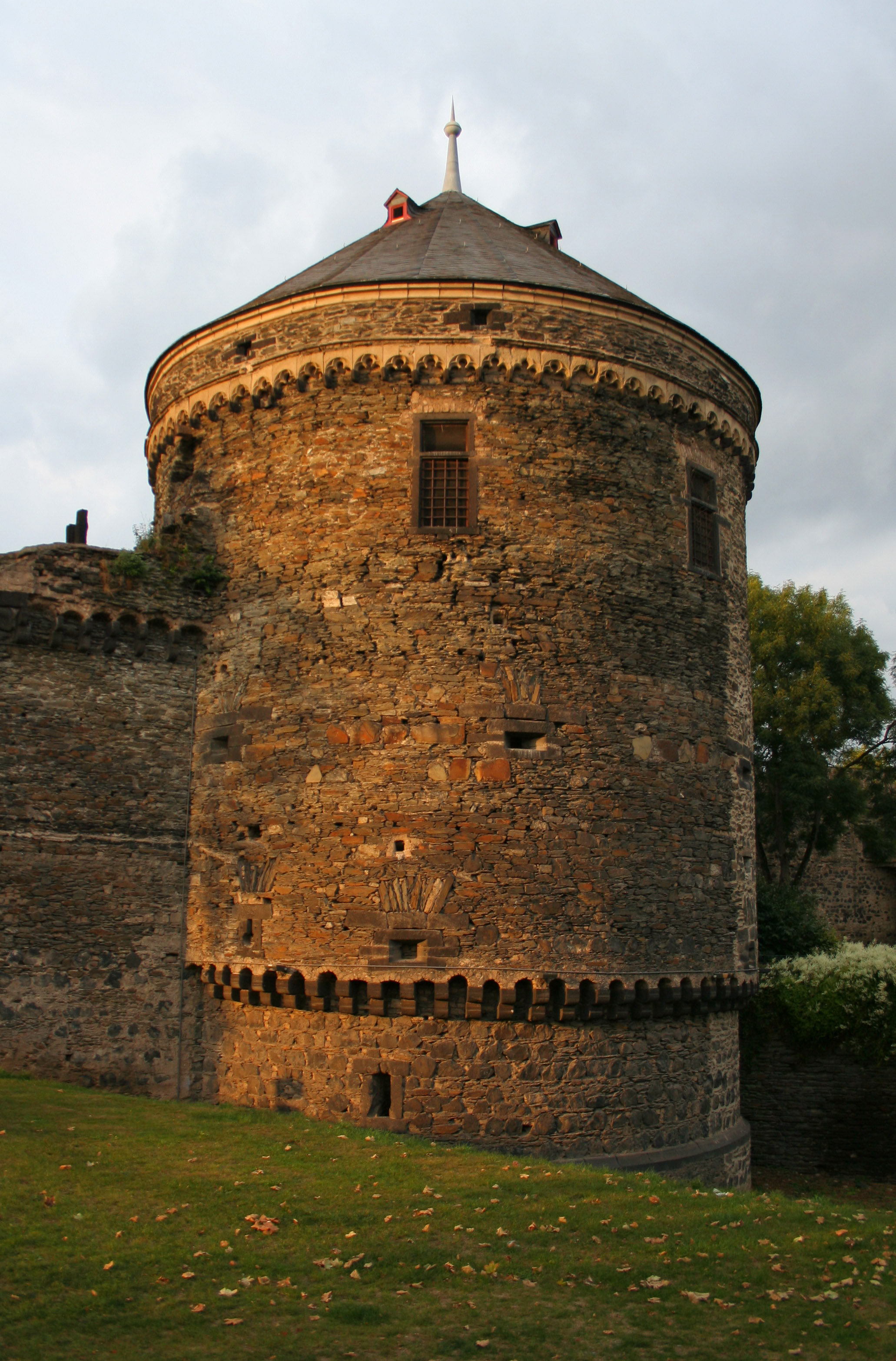
Pulverturm von Westen

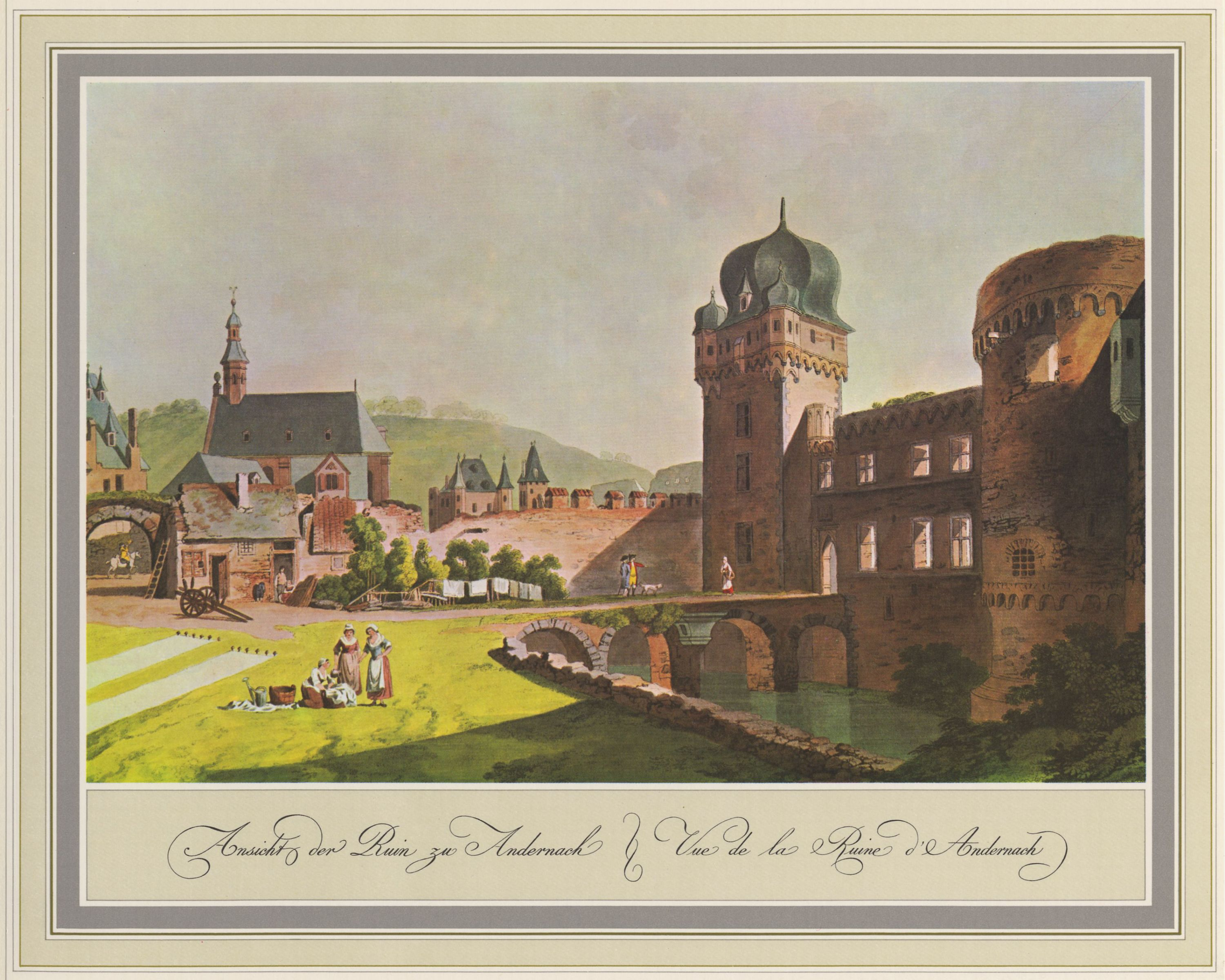
Burgruine von Süden mit dem Pulverturm rechts, nach Johann Andreas Ziegler, 1792; im Hintergrund Annuntiatenkirche, Zollturm und Bürgerturm

Der Pulverturm in Andernach ist ein Turm der erzstiftlich-kurkölnischen Burg zu Andernach und zugleich auch Wehrturm der Stadtbefestigung. Er wurde 1519 auf Geheiß des Kölner Erzbischofs und Kurfürsten Hermann V. von Wied zur Erweiterung und Verstärkung der bereits ca. 300 Jahre alten Stadtburg und Stadtmauer an die Südseite des Palas angebaut und markierte damit die Südwestecke der kurkölnischen Burganlage.
Der heute 18 m hohe Turm hat einen ca. 13 m hohen, zylindrischen, dreistöckigen Kernbau von ca. 12 m Durchmesser mit umlaufenden Dreipass-Fries aus Tuffstein ca. 1,60 m unterhalb des Helmrandes. Auf Bodenniveau verläuft ein weiterer Bogenfries, unterhalb dessen die Außenmauer um ca. 30 cm auf einer Höhe von 1,50 m eingezogen ist, um dann wieder 20 cm nach außen zu springen. Dieser Bereich am Turmsockel unterhalb des Bodenniveaus war die turmseitige Burggrabenwand in diesem Bereich. Die Neigung des Originalhelms des Turmes ist unbekannt, dürfte aber nach mittelalterlichem Stil deutlich steiler und höher gewesen sein. Nach der Zerstörung von 1689 stand er fast 300 Jahre als dachlose Ruine. 1980/1981 wurden etliche Renovierungsarbeiten besonders an den acht erhaltenen Wehrtürmen der Stadtmauer vorgenommen, im Rahmen dessen auch der Pulverturm erneuert wurde. Die zerstörte Turmaußenwand wurde aufgemauert, und ein neuer, schiefergedeckter Kegelhelm mit Turmkugel 1981 aufgesetzt. Der Turm ist neben dem Bergfried das einzige intakte Gebäude der kurkölnischen Wasserburg.